# Ammophila obscura
Ammophila obscura es una especie de avispa del género Ammophila, familia Sphecidae.

## Taxonomía
Fue descrito por primera vez en 1912 por Bischoff.